# Флавий Павел
Флавий Павел (лат. Flavius Paulus) (год деятельности — 512) — византийский государственный деятель, консул в 512 году.

## Биография
Павел был сыном Флавия Вивиана, консула 463 года, и братом Адаманция, городского префекта (лат. praefectus urbi) Константинополя.
Вначале Павлу был присвоен титул патрикия, а в 512 году — консула. Для своего назначения консулом он одолжил 1000 фунтов золота у Зенодота, но оказался не в силах расплатиться, так как его отец, известный своей щедростью и благотворительностью, раздал большое количество денег в период его службы; вместо него рассчитался, полностью уплатив долг, император Анастасий I, выдав Павлу 1000 фунтов золота в качестве дара.
Он был страстным христианином, и Севир Антиохийский посвятил ему трактат против Евтихия.